# Thymus hyemalis
Thymus hyemalis o tomillo de invierno es una especie de arbusto de la familia de las lamiáceas.

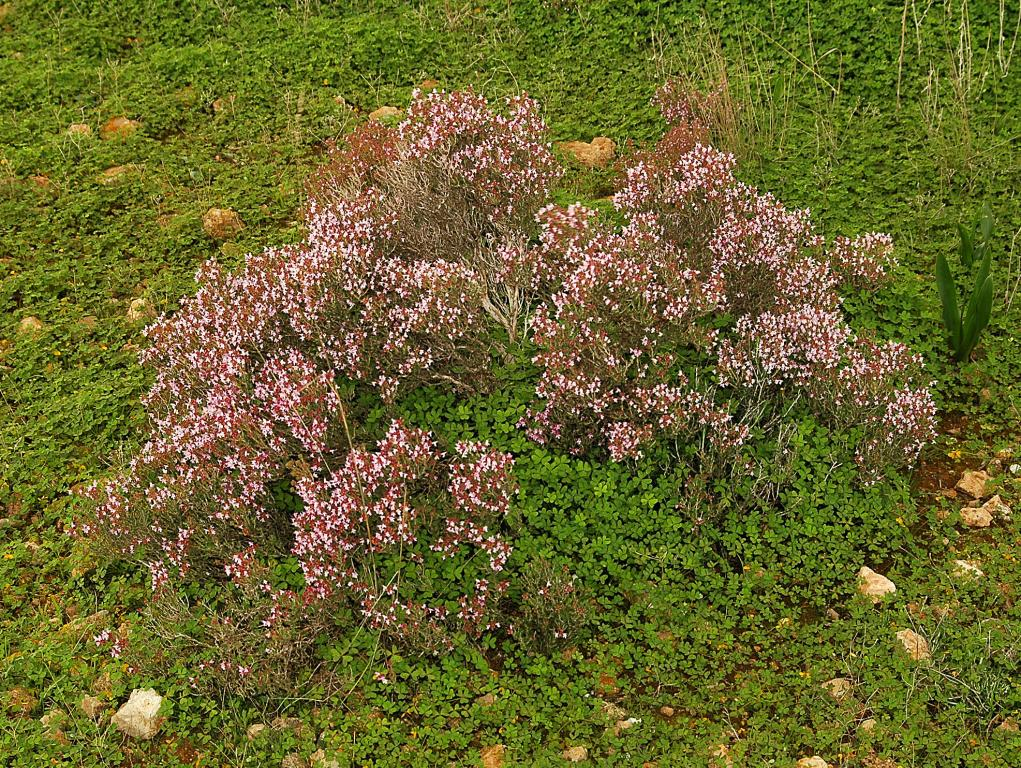
Vista de la planta.

## Descripción
Es un arbusto aromático de la familia Lamiaceae, del género Thymus, propio de la mitad sur provincial de la Región de Murcia. Su porte es el de una mata leñosa blanco azulada muy ramificada; sus hojas, opuestas decusadas o fasciculadas, lineares, revolutas, con la base ciliada; sus flores, se agrupan en glomérulos más o menos densos, con un cáliz pentámero y bilabiado con los márgenes superiores ciliados, y con una corola violácea gamopétala: los frutos, en tetranúcula en el interior del cáliz. (Tiene un tronco leñoso).

## Hábitat
Habita en tomillares y taludes muy insolados. Se emplea como planta medicinal, en infusión, contra los resfriados; y como condimento, en algunos platos de arroz y para aderezar las aceitunas.

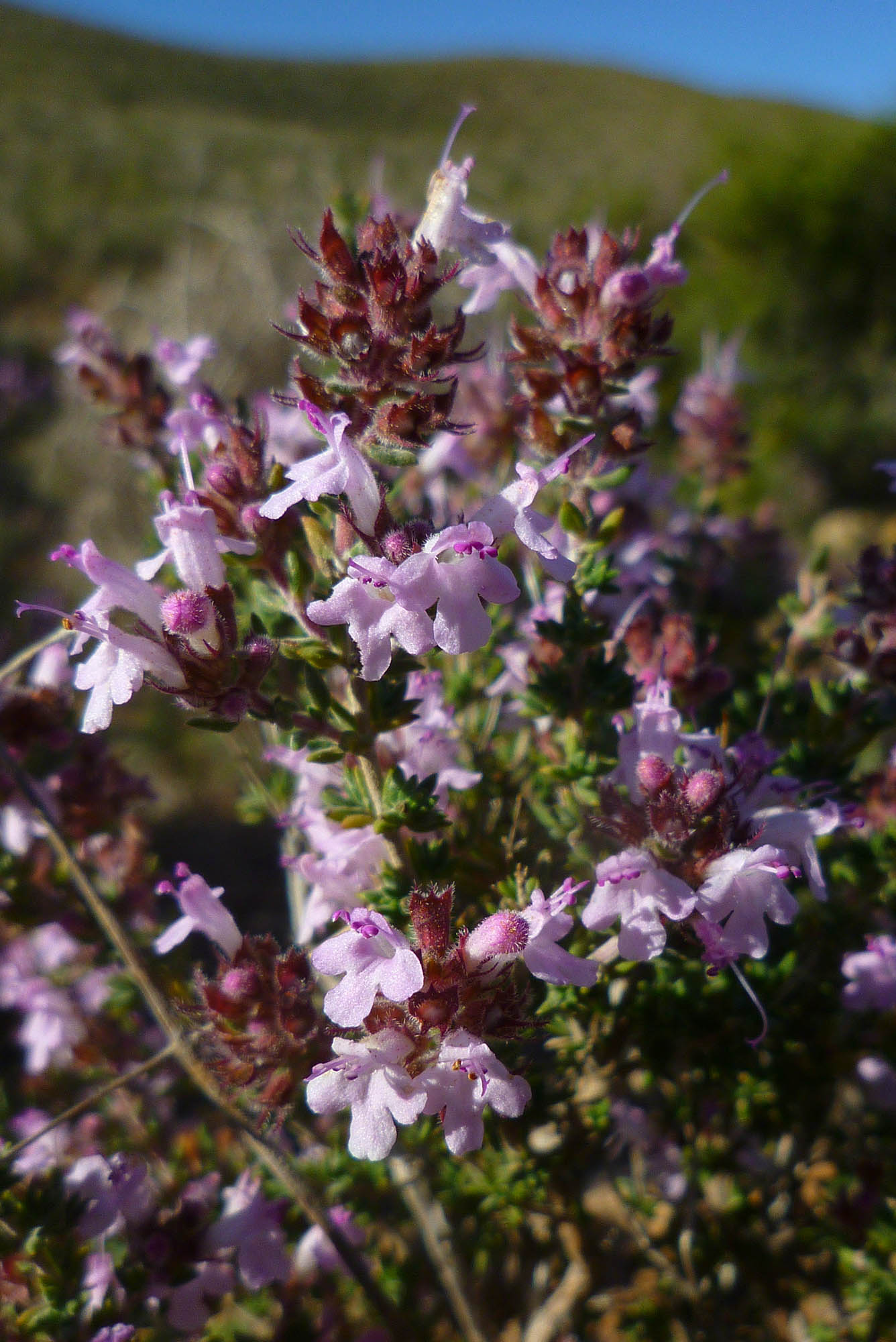
Thymus hyemalis en las sierras de Cartagena (España).

Florece de febrero a mayo.

## Taxonomía
Thymus hyemalis fue descrita por Johan Martin Christian Lange y publicado en Vidensk. Meddel. Naturhist. Foren. Kjøbenhavn (1863) 7.
Citología
Número de cromosomas de Thymus hyemalis (Fam. Labiatae) y táxones infraespecíficos: 2n=58
Etimología
Ver: Thymus
hyemalis: epíteto latíno que significa "del invierno".
Sinonimia
- Origanum hyemale (Lange) Kuntze

subsp. hyemalis
- Thymus glandulosus Lag. ex Villar
- Thymus millefloris D.Rivera, Flores & Laencina
- Thymus reuteri Rouy[4]

## Nombres comunes
- Castellano: tomillo, tomillo colorao, tomillo de invierno, tomillo fino, tomillo hembra, tomillo macho, tomillo morado, tomillo negro, tomillo rojo, tomillo salsero.[5]